# 意大利-凯尔特语族
意大利-凯尔特语族是印欧语系中意大利语族和凯尔特语族的共同特征而假定的语族。关于这些共同特征，一般认为是原始印欧语分化后的共同创新；一部分也有可能是在其他语族中都已消失的原始印欧语特征。

## 解释
对这些数据的传统解释是，这两个语族的关系比其他的更密切，可能意味着它们具有共同祖先，即原始意大利-凯尔特语。据估计，原始意大利-凯尔特语大约在公元前3至2千纪分布在中南欧某地。
1966年，Calvert Watkins对这假说进行了重新研究，之后便逐渐被人遗忘。Frederik Kortlandt等学者则持续关注该话题。2002年，Ringe、Warnow、Taylor合著的一篇论文采用计算方法作为传统语言分类方法的补充，重建出了意大利-凯尔特语族。2007年，Kortlandt尝试重建原始意大利-凯尔特语。
凯尔特学家Peter Schrijver (1991)明确支持意大利-凯尔特语族。最近，Schrijver (2016)认为，凯尔特语产生于意大利半岛，是意大利-凯尔特语分裂出来的第一个分支，与威尼托语和奥斯坎-翁布里亚语支有区域亲缘关系，并从考古学上将原始凯尔特语同晚期青铜时代的卡内格拉泰文化相联系（c. 1300–1100 BC）。
最常见的另一种解释是，原始凯尔特语和原始意大利语在很长一段时间内相邻，发生了平行演化。Watkins (1966)指出：“意大利语和凯尔特语的-ī共同体可归因于早期的接触，而非最初的统一。”这样，假定的语言接触期可能较晚，也许持续到公元前1千纪。
但若是两者共同保存了一些其他分支不存的原始特征，则这两种关系都不成立了。凯尔特语与安纳托利亚语族赫梯语、吐火罗语族有些共同的特征，一定是较古的特征。

## 形式
主要的意大利-凯尔特语形式有：
- 主题属格为ī（dominus--dominī），见于意大利语族（Popliosio Valesiosio，Lapis Satricanus）和凯尔特语族（南阿尔卑高卢语 -oiso；凯尔特伊比利亚语 -o）；也发现了原始印欧语的-osyo属格踪迹，可能表明ī 属格在两个语族中的传播独立发生（或通过区域扩散）。有人将 ī属格与梵语所谓Cvi变式相比较，但这也可能是一种相对较晚的变化。可能与阴性ī词干与卢维语的i突变有关。
- 最高级带PIE后缀*-ism̥mo-（拉丁语fortis--fortissimus“强”；古爱尔兰语sen--sinem“老”；奥斯坎语mais--maimas“多”）；意大利语族和凯尔特语族以外，则是用PIE *-isto-（梵語：“宽广”；古希臘語：“美”；古诺斯语rauðr, rauðastr“红”，以及英语“-est”）。
- ā虚拟语气。意大利语和凯尔特语的虚拟语气都来自早期的-ā-选择语气。其他语言中没有这样的选择语气，而波罗的-斯拉夫语族和吐火罗语族的过去时出现过这个后缀，赫梯语-ahh-可能也与其有关。
- PIE 不定过去时和完成体合并为过去时。在两者中都是较晚的发展，可能可以追溯到意大利-凯尔特语接触阶段。
- *p被后面的*kʷ同化。[12]这明显早于凯尔特语*p的消失：
  - PIE *pekʷ-“烤”→ 拉丁语 coquere；威尔士语 pobi（威尔士语p<原始凯尔特语*kʷ）
  - PIE *penkʷe“5”→ 拉丁语quīnque；古爱尔兰语cóic、威尔士语pump
  - PIE *perkʷu-“橡树”→ 拉丁语quercus；盖尔亚支族群名Querni，西北西班牙Querquerni

还有其他一些相似之处，陆续被指出，但存在争议。
r被动语态（中间被动语态）最初被认为是仅见于意大利-凯尔特语的创新，后来发现是与赫梯语、吐火罗语和弗里吉亚语共享的存古。

### 书目
- Kruta, Venceslas. . Thames & Hudson. 1991.

## 阅读更多
- Jasanoff, Jay, "An Italo-Celtic isogloss: the 3 pl. mediopassive in *-ntro," in D. Q. Adams (ed.), Festschrift for Eric P. Hamp. Volume I (= Journal of Indo-European Studies Monograph 23) (Washington, D.C., 1997): 146-161.
- Ivšić, Dubravka. "Italo-Celtic Correspondences in Verb Formation". In: Studia Celto-Slavica 3 (2010): 47–59. DOI: https://doi.org/10.54586/IPBD8569.
- Lehmann, Winfred P. "Frozen Residues and Relative Dating", in Varia on the Indo-European Past: Papers in Memory of Marija Gimbutas, eds. Miriam Robbins Dexter and Edgar C. Polomé. Washington D.C.: Institute for the Study of Man, 1997. pp. 223–46
- Lehmann, Winfred P. "Early Celtic among the Indo-European dialects" （页面存档备份，存于）, in Zeitschrift für celtische Philologie 49-50, Issue 1 (1997): 440-54.
- Nishimura, Kanehiro. . Glotta. 2005, 81: 160–183. JSTOR 40267191.
- Schmidt, Karl Horst, “Contributions from New Data to the Reconstruction of the Proto-Language”. In: Polomé, Edgar; Winter, Werner (编).  1st. Berlin, New York: Mouton de Gruyter. 1992: 35–62. ISBN 978-3-11-012671-6. OCLC 25009339.
- Schrijver, Peter. . . Dublin: Dublin Institute for Advanced Studies. 2015: 191–219.